# Jean-Baptiste Dochier
Pour les articles homonymes, voir Dochier.
Jean-Baptiste Dochier est un magistrat et homme politique français, né le 2 décembre 1742 à Romans-sur-Isère (Drôme) et mort le 28 décembre 1828 au même lieu.

## Biographie
Jean-Baptiste Dochier naît le 2 décembre 1742 à Romans, et est baptisé le même jour. Il est le fils de Jean-Baptiste Dochier, procureur royal de Romans, et de son épouse, Anne Fayolle.
Avocat, il est échevin de Romans-sur-Isère en 1768 et membre de l'Académie delphinale en 1789. Il est député de la Drôme de 1791 à 1792, siégeant avec les modérés. Il entre ensuite au Tribunal de Cassation. En 1800, il est juge au tribunal d'appel de Grenoble, puis il revient s'installer comme avocat à Romans pour raisons de santé. Il est maire de la ville de 1805 à 1808.
Il meurt le 28 décembre 1828 à Romans-sur-Isère à l’âge de 86 ans.

## Écrits
- Mémoire sur les corvées en Dauphiné, Grenoble, 1787, in-8°
- Éloge historique du chevalier Bayard, Grenoble, 1789, in-8°, 78 p.
- Mémoires sur la ville de Romans, suivis de l’Éloge du chevalier Bayard, Valence, Montal, 1812, In-8°, 364 p.
- Essai historique sur le monastère et le Chapitre de Saint-Barnard de la ville de Romans, Valence, Marc Aurel, 1817, in-8°, 83 p.

## Sources
- Ressource relative à la vie publique :   - Base Sycomore
- Notices d'autorité :   - VIAF
  - ISNI
  - BnF (données)
  - GND
- Justin Brun-Durand, Dictionnaire biographique et biblio-iconographique de la Drôme; contenant des notices sur toutes les personnes de ce département qui se sont fait remarquer par leurs actions ou leurs travaux avec l'indication de leurs ouvrages et de leurs portraits, t. I : A à G, Grenoble, Librairie dauphinoise, 1900, 413 pages, p. 256-257.